# Służba Kwaterunkowo-Budowlana Wojska Polskiego
Służba Kwaterunkowo-Budowlana Wojska Polskiego – służba Ludowego Wojska Polskiego powołana do realizacji następujących zadań:
- zakwaterowania wojska,
- dostarczania mieszkań kadrze zawodowej,
- budownictwa ogólnowojskowego (inwestycje, remonty, konserwacje),
- administrowania nieruchomościami pozostającymi pod zarządem wojska (terenowymi i budowlanymi),
- zaopatrywanie administrowanych obiektów w sprzęt kwaterunkowy, przeciwpożarowy, światło, opał, gaz, wodę,
- utrzymania czystości w rejonach zakwaterowania,
- ochrony przeciwpożarowej obiektów wojskowych,

Zalążkiem Służby Kwaterunkowo-Budowlanej był Oddział Kwaterunkowo-Eksploatacyjny  utworzony przy Szefostwie Zaopatrzenia w Głównym Sztabie Formowania 1 Armii Polskiej w ZSRR. 
Od 1962 roku Służba Kwaterunkowo-Budowlana była podporządkowana inspektorowi budownictwa i kwaterunku wojskowego-zastępcy głównego kwatermistrza WP.
W 1972 roku Służba Kwaterunkowo-Budowlana została połączona ze Służbą Inżynieryjno-Budowlaną oraz Wojskową Inspekcją Architektoniczno-Budowlaną MON w jedną Służbę Zakwaterowania i Budownictwa. 
Do 1 stycznia 1973 roku organem naczelnym służby był Departament Kwaterunkowo-Budowlany MON.